# Patricia Pita
Patricia Pita (Punta del Este, 3 de septiembre de 1989) es la primera mujer piloto de rally uruguaya. 

## Biografía
Hija de Luz Gago y el también piloto Jorge Pita, múltiple campeón nacional y campeón sudamericano en 1999. Compitió por primera vez en 2012 en el Rally de Atlántico, Uruguay, siendo la primera mujer en hacerlo.
Comenzó a puntuar dentro del Campeonato Uruguayo de Rally en 2013 y 2014. A inicios de 2015, se mudó a Córdoba, Argentina, para competir dentro del Rally Cordobés, la cuna del rally en Sudamérica. A mediados de 2016, surge la oportunidad de pasar a competir dentro de la máxima expresión del rally en Argentina, el competitivo Rally Argentino. La piloto uruguaya fue revelación del automovilismo uruguayo en 2016 por sus éxitos en Córdoba.
En 2018 participó en la categoría Maxi Junior con un auto del Ceo Rally Team. Junto a la argentina Nadia Cutro conformaron el primer equipo de rally de pilotos mujeres de Sudamérica. 
En 2023, compitió en el Rally Dakar en la categoría de prototipos ligeros, convirtiéndose en la primera uruguaya en hacerlo. Compitió en el Dakar 2024 en Arabia Saudita bajo la estructura del equipo español Astara Team. Por tal motivo le fue dada la bandera nacional por el presidente Luis Lacalle Pou.

## Competiciones
- 2013, Rally San José, tercer puesto, Rally Uruguayo.
- 2013, primer puesto Super Especial Semana del Automovilismo, Montevideo.
- 2014, segundo puesto en Sonic Racing Cup, Circuito Callejero Punta del Este.
- 2015, en el Rally Cordobés fue con podio (tercera) en la categoría RC5 en Villa Dolores.
- 2016, La Falda (segunda) por el cordobés y al pasar al certamen Argentino.
- 2016, Villa Dolores y Villa Carlos Paz, segunda en ambos por Rally Argentino.[8]
- 2016, Rally del Atlántico, Uruguay, por Campeonato Sudamericano, tercera.
- 2017, Rally de Punta del Este, Rally Uruguay, primer puesto.
- 2022, Baja Aragón, España.
- 2022, Atacama Rally Iquique, Chile.
- 2023, Rally Dakar, primera mujer uruguaya en competir, Arabia Saudita
- 2023, Atacama Rally Copiapó, Chile.
- 2024, Rally Dakar, Arabia Saudita.